# Eipprova ulica
Eipprova ulica (deutsch: Eippergasse) ist der Name einer verkehrsberuhigten Straße in Trnovo, einem der Stadtbezirke von Ljubljana, der Hauptstadt Sloweniens.

## Geschichte
Die heutige Eipprova ulica ist bereits in Plänen 17. Jahrhunderts dargestellt. Im Stadtplan von 1877 wird sie Kirchengasse genannt. (slowenisch: Cerkvena ulica) bezeichnet. 1952 wurde sie nach dem slowenischen Nationalhelden Ernest Eipper (1914–1942; auch Ernest Eypper bzw. Ernest Ejper) benannt.

## Lage
Die Eipprova ulica führt vom Trnovski pristan südlich der Jek-Brücke entlang der Gradaščica bis zur Trnovo-Brücke an der Aufzweigung Kolezijska ulica und Karunova ulica vor der Trnovo-Kirche. 

## Bauwerke
Die wichtigsten Bauwerke entlang der Straße sind:
- Gradaščica-Böschung und Hahnensteg
- Gastronomie in der Eipprova ulica
- Trnovo-Brücke
- Trnovo-Kirche